# Negoslavci
Negoslavci (serbiska: Негославци) är en ort i Kroatien.   Den ligger i länet Srijem, i den östra delen av landet, 240 km öster om huvudstaden Zagreb. Negoslavci ligger 107 meter över havet och antalet invånare är 1 473.
Terrängen runt Negoslavci är platt. Runt Negoslavci är det ganska tätbefolkat, med 149 invånare per kvadratkilometer. Närmaste större samhälle är Vukovar, 7,1 km norr om Negoslavci. Trakten runt Negoslavci består till största delen av jordbruksmark.